# Aetea truncata
Aetea truncata är en mossdjursart som först beskrevs av Landsborough 1852.  Aetea truncata ingår i släktet Aetea och familjen Aeteidae. Arten är reproducerande i Sverige. Inga underarter finns listade i Catalogue of Life.